# Stadion Hoheluft
Het Stadion Hoheluft is een stadion in Hamburg, Duitsland. Het stadion ligt in het stadsdeel Eppendorf. Het stadion heeft een rijke traditie en is een van de oudste stadions in Duitsland. Bespeler is SC Victoria Hamburg.

## Geschiedenis
Van 1895 tot 1904 speelde Victoria Hamburg op het Heiligengeistfeld en van 1904 tot 1907 op de Radrennbahn am Grindelberg. Omdat de club succesvol was en in 1906 zelfs de eerste Noord-Duitse kampioen werd besloot de club om een eigen stadion te bouwen. Het stadion werd in september 1907 ingewijd met een galawedstrijd tegen de regerende landskampioen VfB Leipzig die Victoria met 5-2 kon winnen.
In 1909 kreeg het stadion als eerste in Noord-Duitsland een tribune. Dit maakte het stadion aantrekkelijk voor interlands en eindronde wedstrijden om de Duitse landstitel. In 1911 verloor Duitsland tegen Zweden in het stadion met 1-3. In 1912 werd in het stadion voor 10.000 toeschouwers de finale om de titel gespeeld tussen Holstein Kiel en Karlsruher FV.
In 1921 brandde de hoofdtribune af en werd heropgebouwd in beton. Victoria verhuurde het stadion ook. Er werden bokswedstrijden gehouden, soms speelde een andere club er en in 1929 en 1931 vond hier zelfs de finale om de ATSB-titel plaats, de rivaliserende voetbalbond. SC Lorbeer won hier beide keren voor respectievelijk 15.000 en 20.000 toeschouwers. De club gaf hier niet mee aan linkse sympathieën te hebben want in 1932 werd het stadion voor één avond aan de NSDAP verhuurd. 50.000 mensen daagden op om naar een toespraak van Hitler te luisteren. Fusieclub Hamburger SV had de scepter van toonaangevende Hamburgse club van Victoria overgenomen in de jaren twintig en de hoogdagen waren voorbij.
Na de Tweede Wereldoorlog kwam de club nog meer in verval en in 1954 degradeerde de club voor de laatste keer uit de hoogste klasse. Het toeschouwersrecord dateert weliswaar van na de oorlog. Op 13 juni 1948 daagden 37.000 toeschouwers op voor de finale van het Brits zonevoetbalkampioenschap tussen Hamburger SV en FC St. Pauli. Door de sportieve teloorgang van Victoria werd de capaciteit van het stadion meermaals verkleind.
In 2008/09 werd het stadion gerenoveerd zodat het voldeed aan de eisen om in de Regionalliga te spelen. Dit seizoen speelde ook Altonaer FC 1893 hier zijn thuiswedstrijden. Van 2011 tot 2014 speelde ook het tweede elftal van St. Pauli hier zijn thuiswedstrijden.